# Likopen
Likopen je svetlo crveni karotenski i karotenoidni pigment i fitohemikalija koja je prisutna u paradajzu i drugom crvenom voću i povrću, kao što su crvene šargarepe, lubenice i papaje (made nije prisutan u jagodama i trešnjama). Likopen je karoten koji ne deluje kao vitamin A.

## Struktura i fizičke osobine
Likopen je simetrični tetraterpen formiran od 8 izoprenskih jedinica. On je član karotenoidne familije jedinjenja, te se u potpunosti sastoji od ugljenika i vodonika, poput karotena. Procedura za izolaciju likopena je privi put objavljena 1910, a struktura molekula je određena 1931. U svojoj prirodnoj, sve-trans formi, molekul je dug i prav, jer je ograničen svojim sistemom od jedanaest konjugovanih dvostrukih veza. Svako produženje ovog konjugovanog sistema umanjuje energiju neophodnu za prelaz elektrona na više energijske nivoe, što omogućava molekulu da apsorbuje vidljivu svetlost na progresivno dužim talasnim dužinama. Likopen apsorbuje svim sem najdužih talasnih dužina vidljive svetlosti, te poprima crvenu boju.
Biljke i fotosintetičke bakterije prirodno proizvode all-trans likopen. Ukupno je moguće formirati 72 geometrijska izomera ovog molekula. Pri izlaganju svetlosti ili toploti, likopen podleže izomerizaciji do bilo kog od tih cis-izomera, koji imaju povijen umesto linearnog oblika. Pokazano je da različiti izomeri imaju različite stabilnosti usled njihove molekulske energije (najviša stabilnost: 5-cis ≥ all-trans ≥ 9-cis ≥ 13-cis > 15-cis > 7-cis > 11-cis: najniža). U ljudskom krvotoku, razni cis-izomeri sačinjavaju više od 60% totalnog sadržaja likopena. Biološki efekti pojedinih izomera niju istraženi.

## Literatura
- Armstrong GA, Hearst JE (1996). „Carotenoids 2: Genetics and molecular biology of carotenoid pigment biosynthesis”. FASEB J. 10 (2): 228—37. PMID 8641556. doi:10.1096/fasebj.10.2.8641556 .
- Basu A, Imrhan V (2007). „Tomatoes versus lycopene in oxidative stress and carcinogenesis: conclusions from clinical trials”. Eur J Clin Nutr. 61 (3): 295—303. PMID 16929242. doi:10.1038/sj.ejcn.1602510.
- Berneburg M, Grether-Beck S, Kurten V, Ruzicka T, Briviba K, Sies H, Krutmann J (1999). „Singlet oxygen mediates the UVA-induced generation of the photoaging-associated mitochondrial common deletion”. The Journal of Biological Chemistry. 274 (22): 15345—15349. PMID 10336420. doi:10.1074/jbc.274.22.15345 .
- Britton, George; Synnove Liaaen-Jensen; Hanspeter Pfander (1996). Carotenoids : Synthesis (Carotenoids). Boston: Birkhauser. ISBN 978-3-7643-5297-4.
- Cunningham FX, Lee H, Gantt E (2007). „Carotenoid biosynthesis in the primitive red alga Cyanidioschyzon merolae”. Eukaryotic Cell. 6 (3): 533—45. PMC 1828917 . PMID 17085635. doi:10.1128/EC.00265-06.
- Di Mascio P, Kaiser S, Sies H (1989). „Lycopene as the most efficient biological carotenoid singlet oxygen quencher”. Arch. Biochem. Biophys. 274 (2): 532—8. PMID 2802626. doi:10.1016/0003-9861(89)90467-0.
- Gerster, H. (1997). „The potential role of lycopene for human health”. J Am Coll Nutr. 16 (2): 109—26. PMID 9100211. doi:10.1080/07315724.1997.10718661.
- Giovannucci E, Ascherio A, Rimm EB, Stampfer MJ, Colditz GA, Willett WC (1995). „Intake of carotenoids and retinol in relation to risk of prostate cancer”. J. Natl. Cancer Inst. 87 (23): 1767—76. PMID 7473833. doi:10.1093/jnci/87.23.1767.
- Grossman AR, Lohr M, Im CS (2004). „Chlamydomonas reinhardtii in the landscape of pigments”. Annu. Rev. Genet. 38 (1): 119—73. PMID 15568974. doi:10.1146/annurev.genet.38.072902.092328.
- IARC Working Group on the Evaluation of Cancer Preventive Agents (1998). IARC Handbooks of Cancer Prevention: Volume 2: Carotenoids (IARC Handbooks of Cancer Prevention). Oxford University Press, USA. стр. 25. ISBN 978-92-832-3002-1.
- Khan N, Afaq F, Mukhtar H (2008). „Cancer chemoprevention through dietary antioxidants: progress and promise”. Antioxid. Redox Signal. 10 (3): 475—510. PMID 18154485. doi:10.1089/ars.2007.1740.
- Rao AV, Rao LG (2007). „Carotenoids and human health”. Pharmacol. Res. 55 (3): 207—16. PMID 17349800. doi:10.1016/j.phrs.2007.01.012.
- Stahl W, Sies H (1996). „Lycopene: a biologically important carotenoid for humans?”. Arch. Biochem. Biophys. 336 (1): 1—9. PMID 8951028. doi:10.1006/abbi.1996.0525.
- Giovannucci E, Willett WC, Stampfer MJ, Liu Y, Rimm EB (2002). „A prospective study of tomato products, lycopene, and prostate cancer risk”. J. Natl Cancer Inst. 94 (5): 391—396. PMID 11880478. doi:10.1093/jnci/94.5.391.
- Levy J, Sharoni Y, Danilenko M, Miinster A, Bosin E, Giat Y, Feldman B (1995). „Lycopene is a more potent inhibitor of human cancer cell proliferation than either alpha-carotene or beta-carotene”. Nutr Cancer. 24 (3): 257—266. PMID 8610045. doi:10.1080/01635589509514415.
- Pollack A, Madar Z, Eisner Z, Nyska A, Oren,P (1997). „Inhibitory effect of lycopene on cataract development in galactosemic rats.”. Metab Pediatr Syst Ophthalmol. 19 (20): 31—36.
- Nahum A, Sharoni Y, Prall OW, Levy J, Hirsch K, Watts CK, Danilenko M (2001). „Lycopene inhibition of cell cycle progression in breast and endometrial cancer cells is associated with reduction in cyclin D levels and retention of p27(Kip1) in the cyclin E-cdk2 complexes”. Oncogene. 20 (26): 3428—436. PMID 11423993. doi:10.1038/sj.onc.1204452.
- Narisawa T, Fukaura Y, Hasebe M, Ito M, Nishino H, Khachik F, Murakoshi M, Uemura S, Aizawa R (1996). „Ihibitory effects of natural carotenoids, alpha-carotene, beta-carotene, lycopene and lutein, on colonic aberrant crypt foci formation in rats.”. Cancer Lett. 107 (1): 137—142. PMID 8913278. doi:10.1016/0304-3835(96)04354-6.

## Spoljašnje veze
- Likopen
- „Prehrambeni izvori likopena”. Архивирано из оригинала 05. 06. 2010. г.